# Jaclyn Narracott
Jaclyn Narracott (n. 5 noiembrie 1990, Brisbane, Queensland, Australia) este o sportivă ce a reprezentat Australia, medaliată olimpică. A participat la 2 ediții ale Jocurilor Olimpice (2018, 2022) în care a câștigat o medalie de argint.